# Compagnie Africaine d'Aviation
Compagnie Africaine d'Aviation is een Congolese luchtvaartmaatschappij met haar thuisbasis in Kinshasa.

## Geschiedenis
Compagnie Africaine d'Aviation is opgericht in 1992.

## Diensten
Compagnie Africaine d'Aviation voert lijnvluchten uit naar:(april 2007)
Binnenland:
- Goma, Kananga, Kindu, Kinshasa, Kisangani, Lubumbashi, Mbandaka, Mbuji Mayi.

## Vloot
De vloot van Compagnie Africaine d'Aviation bestaat uit:(juli 2016)
- 1 Airbus A320-200
- 1 Airbus A321-200
- 4 Fokker 50